# Chris Beath
Chris Beath, né le 17 novembre 1984 à Sydney, est un arbitre australien de football.

## Désignations majeures
Chris Beath a participé comme arbitre dans les compétitions suivantes :
- Championnat d'Australie de football
- Coupe d'Asie des nations de football 2019[1]
- Jeux olympiques d'été de 2020
- Coupe du monde des clubs de la FIFA 2021
- Coupe du monde de football 2022[2],[3]